# Hilda Vaughn
Hilda Vaughn, est une actrice américaine, née le 27 décembre 1898 à Baltimore, dans le Maryland, et morte dans cette ville le 28 décembre 1957.

## Biographie
C'est au théâtre que Hilda Vaughn commence sa carrière, avant de travailler au cinéma pour la MGM au début du cinéma parlant. Si les rôles qu'on lui confie sont souvent des femmes de ménage, des servantes ou des vendeuses, Vaughn ne manque pas de caractère à l'écran. Un de ses meilleurs rôles est sûrement celui de Tina, qui fait chanter Jean Harlow  dans Les Invités de huit heures de George Cukor. Après 1940, Hilda Vaughn est retournée au théâtre. Elle fit partie de la liste noire des acteurs victimes du maccarthysme.

## Filmographie partielle
- 1930 : Une belle brute (Manslaughter), de George Abbott
- 1931 : La Courtisane (Susan Lenox (Her Fall and Rise)), de Robert Z. Leonard
- 1932 : Le Fantôme de Crestwood (The Phantom of Crestwood), de J. Walter Ruben
- 1933 : Après nous le déluge (Today we live), de Howard Hawks
- 1933 : Sa femme (No Other Woman), de J. Walter Ruben
- 1933 : Les Invités de huit heures (Dinner at Eight), de George Cukor
- 1934 : Miss Carrott (Anne of Green Gables) de George Nichols Jr.
- 1935 : Vivre sa vie (I Live My Life), de W. S. Van Dyke
- 1935 : Soir de noces (The Wedding Night), de King Vidor
- 1935 : Brigade spéciale (Men Without Names), de Ralph Murphy
- 1936 : Saint-Louis Blues (Banjo on My Knee), de John Cromwell
- 1936 : Le Doigt qui accuse (The Accusing Finger), de James P. Hogan